# Béatrice de Planisolles
Béatrice de Planisolles auch de Planissoles; okzitanisch Béatris de Planissolas; verheiratete de Roquefort und  de Lagleize (* 1274 in Caussou Frankreich; † nach 1322 in Varilhes?), Landadlige aus der Grafschaft Foix, war die Kronzeugin im Häresie-Prozess gegen den Landpfarrer Pierre Clerque 1320/21.

## Leben

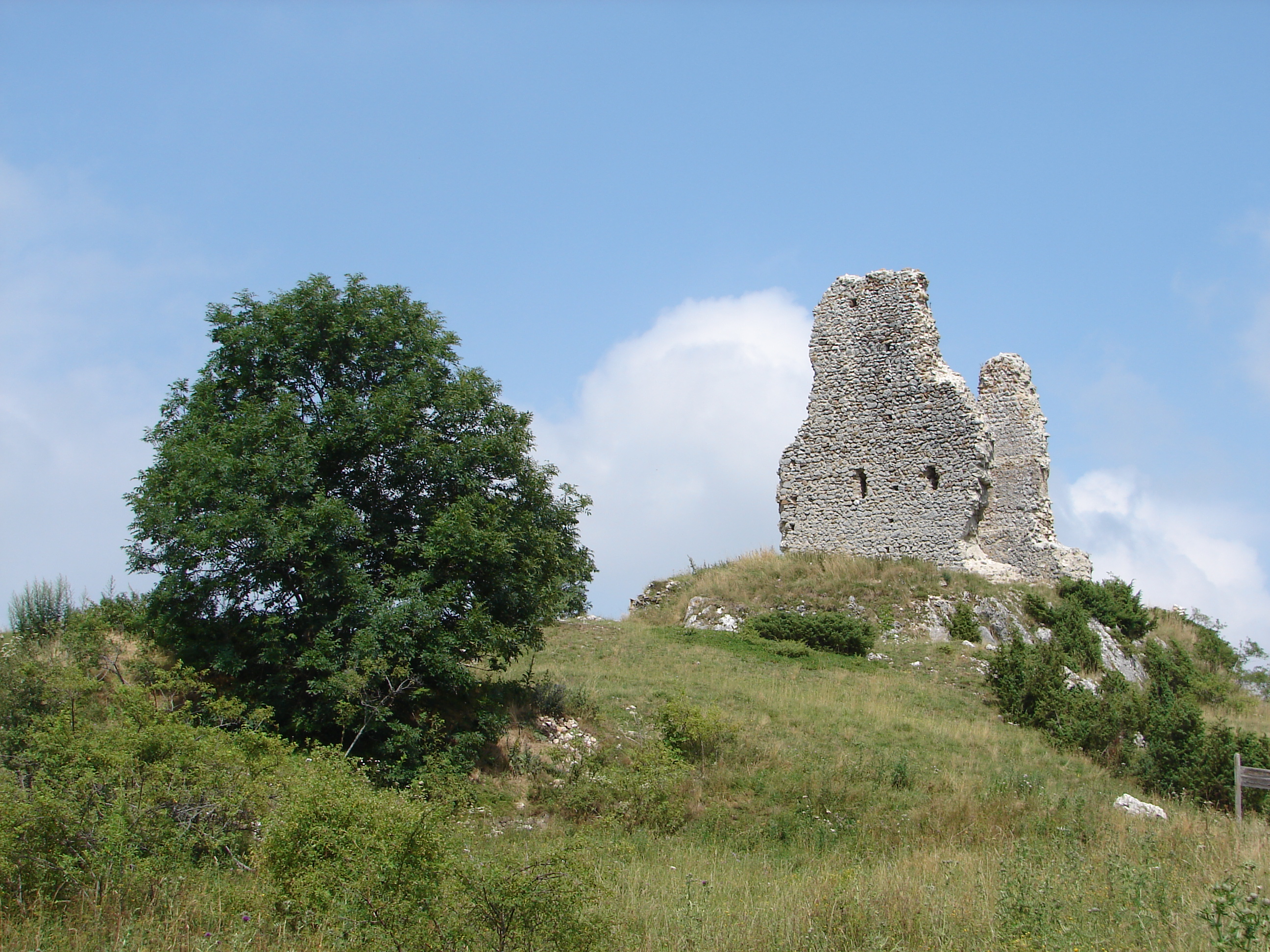
Ruine der Burg Montaillou

Béatrice de Planisolles wurde 1274 in dem Pyrenäendorf Caussou nahe Ax-les-Thermes im heutigen Département Ariège in eine Familie geboren, die seit Generationen gläubige Katharer waren. Das Dorf gilt auch als der Stammsitz der Familie de Planisolles. Ihre Kindheit verbrachte sie in Celles, einem Dorf auf halber Strecke zwischen Tarascon und Foix. Um 1291 heiratete sie, wahrscheinlich in der Kirche Notre Dame de Carnesses, Bérenger de Roquefort, Kastellan auf Montaillou.
Nach dem Tod ihres Mannes (um 1298) musste sie die Burg verlassen und zog in ein Haus in der Nähe. Zu diesem Zeitpunkt hatte sie ein Verhältnis mit Pathau Clerque, der sie Anfang 1297 nach ihren eigenen Angaben in der Burg vergewaltigt hatte. Ende des Jahres 1299 begann sie eine Beziehung mit dem Dorfpfarrer Pierre Clerque, einem Verwandten von Pathau. Ein Jahr später verließ sie Montaillou und zog in ein „kleines“ Haus in der Nähe der Kirche von Prades ohne die Beziehung zu ihm abzubrechen.
Am 15. August 1301 verließ Bátrice de Planisolles endgültig das Pays d’Aillou, um am 19. August 1301 einen Adligen aus Dalou, Guillaume-Othon de Lagleize, in seiner Heimatstadt zu heiraten. Mit ihm lebte sie zunächst für kurze Zeit in Crampagna, bevor sie nach Dalou umzogen. Auch hier traf sie sich weiterhin mit Pierre Clerque. Auch ihr zweiter Mann starb nach kurzer Ehe um das Jahr 1308. Nach dessen Tod verbrachte sie krank einige Zeit in Varilhes. Erst im Anschluss an ihre Genesung wohnte sie wieder in Dalou.
Dort wurde sie 1316 die Geliebte des jungen katholischen Priesters Barthélemy Amilhat. Mit ihm zog sie nach Lladrós/Aragonien – ein Gebiet, in dem Priester offen mit ihren Geliebten zusammen leben konnten. Aber schon ein Jahr später zogen sie wieder zurück, um sich (vorläufig) von ihm zu trennen. Barthélemy Amilhat ging nach Carcassonne und Béatrice de Planisolles wahrscheinlich nach Rieux-de-Pelleport zu ihren Töchtern, um sich anschließend wieder in Varilhes niederzulassen.

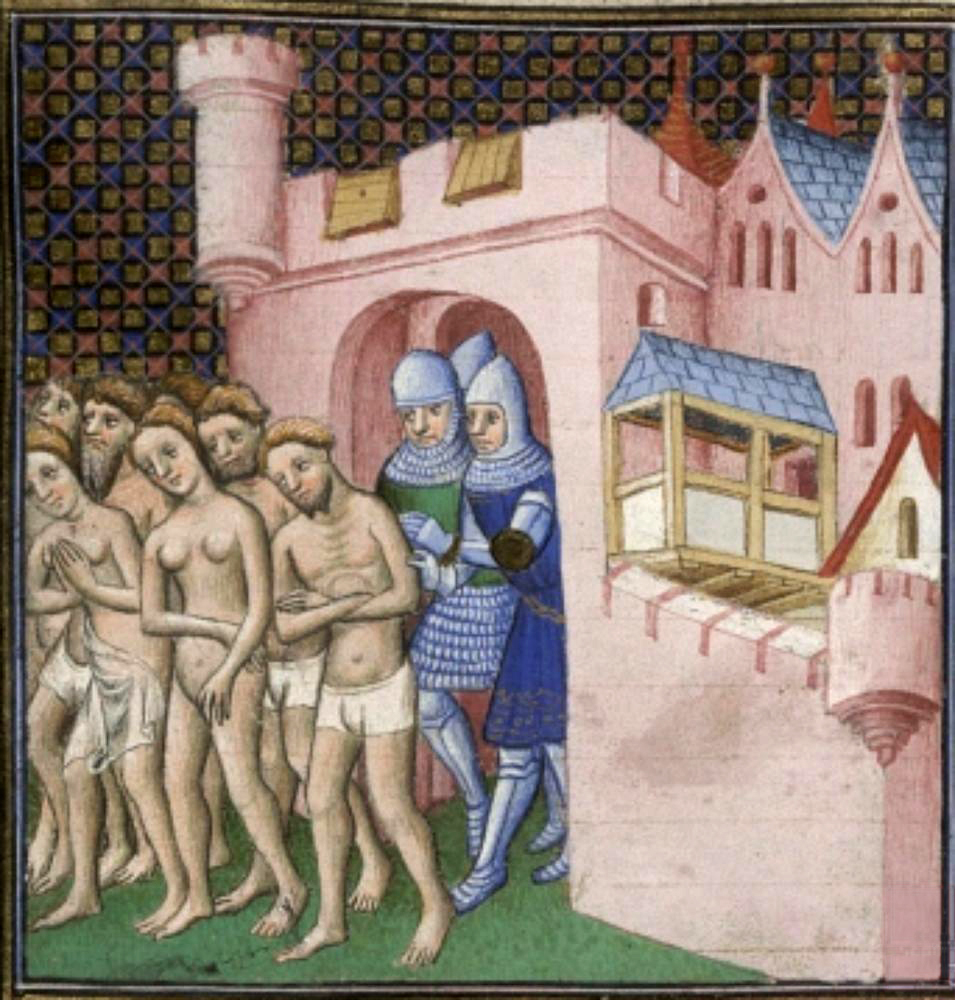
1209 – die Katharer werden aus Carcassonne vertrieben

Dort erreichte sie am 23. Juli 1320 die Vorladung der Inquisition in Pamiers für den 26. Juli. Nach ihrer ersten unvereidigten Vernehmung flüchtete sie. Am 29. Juli 1320 wurde sie auf der Flucht vor der Inquisition in Begleitung von Amilhat verhaftet. In den neun Verhören durch den Inquisitor Bischof Jacques Fournier wurde sie zur Kronzeugin gegen den unter Häresieverdacht stehenden Dorfpfarrer Pierre Clerque. Sie selbst wurde am 8. März 1321 wegen Häresie verurteilt und in Allemans inhaftiert und am 4. Juli 1322 unter der Auflage, die „Doppelten Gelben Kreuze“ zu tragen, entlassen.

## Bedeutung
Das Schicksal der Béatrice de Planisolles ist in den Akten der päpstlichen Inquisition erhalten geblieben. Diese Akten stellen heute eine einzigartige Quelle dar, um Informationen über das alltägliche Leben der Menschen im Mittelalter zu erhalten. Dabei ergeben sich zahlreiche Einzelheiten, die die katholische Kirche in ihrem Kampf gegen die Katharer vergessen machen wollte. Eine besondere Position nehmen dabei die Akten des Jacques Fourniers, des späteren Papstes Benedikt XII., ein.
Béatrice de Planisolles wurde durch ihre Abstammung und durch ihr Verhältnis mit dem Dorfpfarrer Pierre Clerque zu einer der wichtigsten Personen in diesem Inquisitionsverfahren. Ihre Zeugenaussage machte es erstmals möglich dem doppelten Spiel des Pfarrers von Montaillou ein Ende zu bereiten.
Dieser war durch unbekannte Umstände innerhalb weniger Jahre zu einer Machtfülle gekommen, die für einen einfachen Dorfpfarrer mehr als ungewöhnlich ist. Seine Verbindungen reichten bis in die Kerker der Inquisition von Carcassonne und bis nach Toulouse. Anfangs nutzte Clerque seine Macht, um die katharischen Familien des Dorfes zu schützen. Mehr und mehr nutzte er aber seine Macht für seine Interessen aus. Unter dem Druck der Inquisition von Carcassonne verriet er die Menschen, die er vorgab zu schützen.
Heute ist nicht mehr zu belegen, warum sie den Mann, der jahrelang ihr Liebhaber war, mit ihrer Aussage so schwer belastete. Es drohte ihm der Scheiterhaufen. Am wahrscheinlichsten erscheint, dass sie von den Repressalien des Priesters gegenüber den katharischen Familien in Montaillou erfahren hatte. Und da sie sich diesem Glauben erwiesenermaßen zumindest zugehörig fühlte, konnte ihr das Schicksal dieser Menschen nicht gleichgültig sein. Der Vernehmung durch die Inquisition hielt sie an acht Verhandlungstagen stand.

Gelbes Ketzerkreuz als Schandmal für Katharer

Vor dem letzten Verhandlungstag erlitt sie einen Schwächeanfall, und sie widerrief alle zuvor gemachten Aussagen über den Pfarrer. Dies kam einem Schuldeingeständnis gleich. Warum sie das tat, bleibt offen. Einige Quellen gehen davon aus, dass sie gefoltert wurde. Nachgewiesenermaßen war dies kein Mittel, dessen sich Jacques Fournier bediente; er bevorzugte das Verhör. Näher liegt der Verdacht, dass sie von Pierre Clerques selbst unter Druck gesetzt worden war. Es ist belegt, dass er des Öfteren versuchte, Zeugen zu beeinflussen, auch als er schon von der Inquisition inhaftiert war.
Béatrice de Planisolles selbst wurde zu Gefängnishaft verurteilt, und mit ihr alle anderen Verdächtigen aus Montaillou. Nur einer der Verdächtigen wurde von Fournier zum Tode auf dem Scheiterhaufen verurteilt. Etwa ein Jahr später entließ man sie unter der Auflage, lebenslang die „doppelten, gelben Kreuze“ zu tragen, das weithin sichtbare Schandmal für einen katharischen Gläubigen (siehe auch Ketzer). Danach verliert sich ihre Spur.
Noch immer hat der Name Béatrice de Planisolles im Ariège und im Languedoc einen besonderen Klang. Er wurde zum Synonym für eine aufrechte und standhafte Frau.

## Familie
- Urenkelin von Raymond de Planisolles
  - Enkelin von Arnaud de Planisolles
    - Tochter von Philippe de Planisolles
- Schwester von Ava, Gentille, Guillaume und Bernard
- Kinder aus 1. Ehe
mit Bérenger de Roquefort (⚭ ≈1291) († ≈1298)
  - 2 Söhne (Namen nicht überliefert) (* zw. 1292–1294)
  - Beatrice (* 1295) († zw. 1309–1320)
  - Condors (* zw. 1296–1298)
  - Escarmonde (* zw. 1296–1298)
- Kinder aus 2. Ehe
mit Guillaume-Othon de Lagleize (⚭ 19. August 1301) († ≈1308)
  - Ava (* 1302/03)
  - Philippa (* 1305)